# 超能力魔美
《超能力魔美》（Esupā Mami）是一部由藤子·F·不二雄在1977年至1983年連載之日本漫畫，后于1987年被製成動畫。
《超能力魔美》於1977年至1978年在小學館漫畫雜誌《マンガくん》連載。《マンガくん》改為《少年ビッグコミック》後，《超能力魔美》在《少年ビッグコミック》不定期連載至1983年完結。

迪士尼頻道 (台灣)2001年8月1日(三)週一至五下17:30播出，國興衛視2004年7月週一至週五17:00魔美e點靈(原音)播出
香港亞洲電視本港台於1989年播出粵語配音版動畫。無綫電視翡翠台於2002年播出粵語配音版劇集，中文劇名為《靈感SUPER GIRL》。

## 劇情
佐倉魔美是明月中學2年級學生，但不久她即發現自己擁有超能力。因為她擁有超能力，她可以幫助身邊的人及她的同班男同學兼好朋友高畑和夫。她不久即開始使用瞬間移動及心電感應來幫助別人，而當任何人需要幫助時，她即使用「心型變身器」到達現場。

## 角色
佐倉魔美（配音員：横澤啟子（日本）／楊凱凱（台灣）／林錦燕（香港亞視）；演員：笹岡莉紗）／香港無線配音：林元春
本作主角。14歲，血型O型。身高153cm、體重42kg、胸圍75cm・腰圍56cm・臀圍80cm。
就讀於東京都佐間丘陵的明月中學，繼承父方曾祖母法國血統的的紅髮少女。因為一次巧合而發現自己擁有超能力，並將之用於幫助別人上。個性開朗有正義感，但她的課業與廚藝較為遜色。由於父親是畫家，魔美經常以裸體模特兒賺取零用錢，而她的目標也是繼承她父親之能力—成為畫家。有幾次她想向父親表示她具有超能力，但她得知法籍祖先因被當成巫師慘遭處刑，因此決定保密。
高畑和夫（配音員：柴本浩行（日）／陳永信（香港亞視）；演員：上條誠）／香港無線配音：盧素娟
魔美同班同學。14歲，明月中學的秀才，有著速讀能力的努力家，擁有書本一讀就看懂並且過目不忘的本領。雖然喜歡打棒球，但技術不佳。
故事開始時因被能力尚未覺醒的魔美以超能力救助，誤以為自己具有超能力，並和魔美進行超能力訓練。直到後來才發現魔美是真的超能力者，曾不想理會魔美，最後成為她的知心好友兼超能力開發研究夥伴。
コンポコ（配音員：日比野朱里）
魔美的雄性寵物犬，但長得像狸貓，極度討厭別人誤認牠為狸貓，否則就會咬人。喜歡吃炸豆腐，經常發出"Fuyanfuyan"的叫聲，聽得懂人類說的話。鄰居陰木家的雌犬瑪莉很喜歡牠。
佐倉十朗（配音員：增岡弘（日）／龔祖澤（香港），演員：草刈正雄）／香港無線配音：陳欣
魔美父親，是位畫家。經常舉辦私人畫展，同時也是市立高中藝術科教師。作畫時常吸菸，個性老實，喜歡吃醃漬蘿蔔。其祖母為法國人，因此經常稱呼女兒"魔美公（爵）"。由於戰後日本的仇視歐美情結，因此成長過程常受到不友善對待，曾畫下山梨市小孩在第二次世界大戰下的殘破景況。在動畫版結局中實現前往法國深造的夢想。
佐倉菜穂子（配音員：榊原良子（日）／龍寶鈿（香港），演員：涼風真世）／香港無線配音：陸惠玲
魔美母親。工作於讀賣新聞國際新聞部（台譯朝賣新聞外信部），是個工作家事皆精通、公私分明的能幹女子，個性好相處。
陰木（配音員：京田尚子）
佐倉家鄰居。丈夫病弱、孩子失蹤，過著灰暗的生活，因此變得陰險多疑並將憤怒矛頭轉向幸福的佐倉家。後在魔美幫助下回復正常的生活。
竹長悟（配音員：佐佐木望）
魔美同學。高畑和夫的球友。新聞社社員，似乎和幸子互有好感。正義感強烈，絕不向惡勢力妥協。
桃井紀子（配音員：淵崎有里子）
魔美朋友，血型B型。爱称是"Non"。個性樂觀。擅長烹飪，經常煮東西請魔美及高畑和夫吃。
間宮幸子（配音員：江森浩子）
魔美朋友。爱称是"Sacchan"。個性沉靜。
番野兆治（配音員：鹽屋翼）
校內的反派人物。魔美的超能力也因為他欺負高畑和夫而被發現。魔美曾意外的將他拋開。
富山高志（配音員：平野義和）
魔美同學。帶著眼鏡且對於古典音樂有極高之造詣。
有原成宏（配音員：鈴置洋孝）
明月中學電影欣賞社社長。曾籌備電影然後以魔美的超能力為主軸，並邀請魔美當女主角，但最後因為該片需魔美裸身演出但被魔美拒绝而失敗。
黒沢庄平（配音員：飛田展男）
明月中學電影欣賞社副社長。在電影拍攝時，他發現了魔美能使用超能力的秘密。之后他开始以此要挟魔美并试图追求魔美。父親是一家一流製片場社長。
黒雪妙子（配音員：鶴弘美）
高畑和夫的童年時期好友。動畫設定則提及為表姊。和夫通常稱她為「小妙」，年齡近二十歲，喜歡騎摩托車、菸酒及迪斯可，一開始見到魔美時認為她是個粗暴的女生而跟她互相懷有敵意。

## 魔美主要使用的超能力
魔美主要使用之超能力是念力。同時她也會使用漂浮術（在許多集數裡，她可以使許多人浮起來），心電感應及瞬間移動（原作：一次距離可移動600m），不過在一開始她還沒有控制瞬間移動之能力（需靠物體撞擊自己）。直到高畑和夫發明心型變身器之後，她才有辦法控制瞬間移動之能力（裏頭有仁丹可當移動時要用的物體）。

## 動畫

### 製作團隊
- 原作：藤子·F·不二雄
- 監修：鈴木伸一
- 導演：原恵一
- 作畫總監（總作畫總監）：富永貞義、堤規至（1~8話）
- 作畫副總監：堤規至
- 美術監督：川井憲
- 撮影監督：斉藤秋男
- 録音監督：浦上靖夫
- 音樂：田中公平
- 音樂製作：古倫美亞音樂娛樂
- 製作人：木村純一・小泉美明（朝日電視台）、別紙壮一・茂木仁史（SHIN-EI動畫）
- 監修：桶谷顕
- 原畫：スタジオリバティ、ウイザード、北原プロダクション、亞細亞堂、SHIN-EI動畫、じゃんぐるじむ、IG龍之子
- 動畫製作：トミプロダクション、動畫工房、じゃんぐるじむ、STUDIO DEEN、IG龍之子、SHIN-EI動畫
- 動畫檢查：間々田益男、入江康智
- 色指定：野中幸子、吉岡由己、代田千秋
- 特殊効果：土井通明、村上正博
- 上色：セルアーツスタジオ、Goods、川口カラースタジオ、シマスタジオ、STUDIO DEEN、京都動畫、STUDIO M、STUDIO G7
- 背景：アトリエローク
- 撮影：旭プロダクション
- 効果：松田昭彦（フィズサウンドクリエイション）
- 整音：大城久典
- 録音制作：オーディオ・プランニング・ユー
- 錄音：APUスタジオ
- 編集：岡安肇、小島俊彥、村井秀明、中葉由美子、川崎晃洋
- 字幕製作：道川昭
- 現像：東京現像所
- 制作負責人：茂木仁史
- 制作負責人：山川順一
- 制作進行：齋藤敦、水島努、大澤正享、星野達也、内田哲夫、西田晃久、細野芳光、坂部久明
- 制作:朝日電視台、旭通信社、シンエイ動画

### 主題歌
- OP1（1-107話）『テレポーテーション–恋の未確認–』
  - 作詞：松本一起
  - 作曲：奥慶一
  - 歌：橋本潮
- ED1（28-107話）『不思議 Angel』
  - 作詞：松本一起
  - 作曲：奥慶一
  - 歌：橋本潮
- OP2（108-119話）『S・O・S』
  - 作詞：松本一起
  - 作曲：清岡千穂
  - 編曲：田中公平
  - 歌：橋本潮、SHINES
- ED2（108-119話）『I Like YouからI Love You』
  - 作詞：松本一起
  - 作曲：池毅
  - 編曲：田中公平
  - 歌：橋本潮

### 每话列表
| 话数 | 播放日                       | 标题                       | 中文翻譯             | 编剧       | 分镜           | 演出           | 作画导演                  |
| ---- | ---------------------------- | -------------------------- | -------------------- | ---------- | -------------- | -------------- | ------------------------- |
| 1    | 1987年4月7日                 | エスパーは誰!              | 誰是超能力者!        | 富田祐弘   | 原恵一         | パクキョンスン | 富永貞義                  |
| 2    | 1987年4月14日                | 超能力をみがけ             | 看穿超能力           | 原平了     | 須永司         | 須永司         | 富永貞義                  |
| 3    | 1987年4月21日                |                            | 通往超能力的大門     | 富田祐弘   | パクキョンスン | パクキョンスン | 富永貞義                  |
| 4    | 1987年4月28日                | 友情はクシャミで消えた     | 友情因打噴嚏消失了   | 原平了     | 高柳哲司       | 塚田庄英       | 富永貞義                  |
| 5    | 1987年5月5日                 | どこかでだれかが           | 不知哪來的某人       | 富田祐弘   | 原恵一         | パクキョンスン | 富永貞義 堤規至           |
| 6    | 1987年5月12日                |                            | 名畫與鬼婆婆         | 原平了     | 高柳哲司       | 塚田庄英       | 富永貞義                  |
| 7    | 1987年5月19日                |                            | 未確認飛行少女       | 富田祐弘   | 須永司         | パクキョンスン | 富永貞義 堤規至           |
| 8    | 1987年5月26日                |                            | 三小時一千萬元       | 原平了     | 井上修         | 塚田庄英       | 富永貞義 堤規至           |
| 9    | 1987年6月2日                 | わが友コンポコ             | 我的狸貓朋友         | 富田祐弘   | 望月智充       | パクキョンスン | 富永貞義 堤規至           |
| 10   | 1987年6月9日                 | 四つ葉のクローバー         | 四葉幸運草           | 原平了     | 原恵一         | 塚田庄英       | 富永貞義 堤規至           |
| 11   | 1987年6月16日                | ただ今誘拐中               | 現在綁架中           | 富田祐弘   | パクキョンスン | パクキョンスン | 富永貞義 堤規至           |
| 12   | 1987年6月23日                | エスパーコック             | 超能力廚師           | 原平了     | 塚田庄英       | 塚田庄英       | 富永貞義 堤規至           |
| 13   | 1987年6月30日                |                            | 天才少女魔美         | 富田祐弘   | 高柳哲司       | 高柳哲司       | 富永貞義 なかじまちゅうじ |
| 14   | 1987年7月7日                 |                            | 大預言家銀河王       | 原平了     | 須永司         | 塚田庄英       | 富永貞義 堤規至           |
| 15   | 1987年7月14日                |                            | 高畑君的災難         | 富田祐弘   | 石井文子       | パクキョンスン | 富永貞義 堤規至           |
| 16   | 1987年7月21日                | 魔女・魔美?                | 魔美是魔女?          | 原平了     | 塚田庄英       | 塚田庄英       | 富永貞義 堤規至           |
| 17   | 1987年8月4日                 |                            | 從地底傳來的聲音     | 富田祐弘   | 高柳哲司       | 高柳哲司       | 富永貞義 堤規至           |
| 18   | 1987年8月11日 1987年12月31日 | サマードッグ               | 夏日談話             | 原平了     | 原恵一         | パクキョンスン | 富永貞義 堤規至           |
| 19   | 1987年8月18日                |                            | 比子彈更快           | 富田祐弘   | 高柳哲司       | 高柳哲司       | 富永貞義 なかじまちゅうじ |
| 20   | 1987年8月25日                |                            | 被偷窺的魔女         | 原平了     | 井上修         | 高柳哲司       | 富永貞義 堤規至           |
| 21   | 1987年9月1日                 | 電話魔は誰?                | 電話狂是誰?          | 原平了     | 石井文子       | 石井文子       | 富永貞義 堤規至           |
| 22   | 1987年9月8日                 | ウソ×ウソ＝パニック        | 謊言×謊言=恐慌       | 富田祐弘   | 原恵一         | 塚田庄英       | 富永貞義 堤規至           |
| 23   | 1987年9月15日                | 彗星おばさん               | 彗星阿姨             | 原平了     | 原恵一         | パクキョンスン | 富永貞義 堤規至           |
| 24   | 1987年9月22日                |                            | 蟲的告知             | 富田祐弘   | 高柳哲司       | 高柳哲司       | 富永貞義 堤規至           |
| 25   | 1987年9月29日                | スランプ                   | 怪博士               | 富田祐弘   | 塚田庄英       | 塚田庄英       | 富永貞義 なかじまちゅうじ |
| 26   | 1987年10月6日                | 占いとミステリー           | 占卜與神祕學說       | (OP未記載) | 井上修         | パクキョンスン | 富永貞義 堤規至           |
| 27   | 1987年10月13日               | 星空のランデブー           | 星空的幽會           | 富田祐弘   | 原恵一         | 塚田庄英       | 富永貞義 堤規至           |
| 28   | 1987年10月20日               | 名犬コンポコポン           | 名犬狸貓             | 原平了     | 本鄉滿         | 本鄉滿         | 堤規至                    |
| 29   | 1987年10月27日               | 魔美が主演女優?            | 魔美是女演員?        | 富田祐弘   | パクキョンスン | パクキョンスン | 富永貞義                  |
| 30   | 1987年11月3日                |                            | 初戀限時專送         | 原平了     | 高柳哲司       | 高柳哲司       | 堤規至                    |
| 31   | 1987年11月10日               | グランロボが飛んだ         | 大型機器人起飛了     | 富田祐弘   | 塚田庄英       | 塚田庄英       | 高倉佳彦                  |
| 32   | 1987年11月17日               | マミウォッチング           | 看守員魔美           | 原平了     | 原恵一         | 高柳哲司       | なかじまちゅうじ          |
| 33   | 1987年11月24日               | ラストレース               | 最終賽道             | 原平了     | 井上修         | パクキョンスン | 富永貞義                  |
| 34   | 1987年12月1日                | 地下道おじさん             | 地下道老頭           | 富田祐弘   | 本鄉滿         | 本鄉滿         | 堤規至                    |
| 35   | 1987年12月8日                |                            | 小小的目擊者         | 富田祐弘   | 高柳哲司       | 高柳哲司       | 堤規至                    |
| 36   | 1987年12月15日               | 燃える疑惑                 | 燒起來的疑惑         | 原平了     | 塚田庄英       | 塚田庄英       | 高倉佳彦                  |
| 37   | 1987年12月22日               |                            | 把魔美送給你         | 富田祐弘   | パクキョンスン | パクキョンスン | なかじまちゅうじ          |
| 38   | 1987年12月29日               | 最終バスジャック           | 最終的公車劫持       | 桶谷顕     | 原恵一         | 高柳哲司       | 富永貞義                  |
| 39   | 1988年1月5日                 | 雪の中の少女               | 雪中的少女           | 原平了     | 本鄉滿         | 本鄉滿         | 堤規至                    |
| 40   | 1988年1月12日                |                            | 超能力千鈞一髮       | 富田祐弘   | 高柳哲司       | 高柳哲司       | 高倉佳彦                  |
| 41   | 1988年1月19日                | すずめのお宿               | 麻雀的歸屬           | 水出弘一   | 貞光紳也       | 貞光紳也       | 後藤隆幸                  |
| 42   | 1988年1月26日                | 愛を叫んだピエロ           | 呼喊愛的小丑         | 原平了     | 塚田庄英       | 塚田庄英       | 堤規至                    |
| 43   | 1988年2月2日                 |                            | 說謊的影片           | 富田祐弘   | パクキョンスン | パクキョンスン | 高倉佳彦                  |
| 44   | 1988年2月9日                 | ハートブレイクバレンタイン | 遭受打擊的情人節     | 桶谷顕     | 高柳哲司       | 高柳哲司       | なかじまちゅうじ          |
| 45   | 1988年2月16日                | 最後の漁                   | 最後的捕魚           | 桶谷顕     | 塚田庄英       | 塚田庄英       | 富永貞義                  |
| 46   | 1988年2月23日 1988年12月27日 | 雪の降る街を               | 下雪的街道           | 原平了     | 貞光紳也       | 貞光紳也       | 水村良男                  |
| 47   | 1988年3月1日                 | 迷えるチャンピオン         | 迷惑的冠軍           | 水出弘一   | 本鄉滿         | 本鄉滿         | 林桂子                    |
| 48   | 1988年3月8日                 | ここ掘れフャンフャン       |                      | 水出弘一   | 青山弘         | パクキョンスン | 富永貞義                  |
| 49   | 1988年3月15日                |                            | 超能力者被綁架       | 富田祐弘   | 高柳哲司       | 高柳哲司       | 高倉佳彦                  |
| 50   | 1988年3月22日                | 雪原のコンポコギツネ       | 雪原的狸貓狐狸       | 富田祐弘   | 貞光紳也       | 貞光紳也       | 水村良男                  |
| 51   | 1988年3月29日                |                            | 問題就是螃蟹罐頭     | 富田祐弘   | 塚田庄英       | 塚田庄英       | なかじまちゅうじ          |
| 52   | 1988年4月12日                | さよならの肖像             | 道別的肖像           | 桶谷顕     | 本鄉滿         | 本鄉滿         | 林桂子                    |
| 53   | 1988年4月19日                | 恐怖のハイキング           | 恐怖的健行           | 原平了     | 望月智充       | 望月智充       | 堤規至                    |
| 54   | 1988年5月3日                 | タンポポのコーヒー         | 蒲公英咖啡           | 桶谷顕     | 原恵一         | 原恵一         | 高倉佳彦                  |
| 55   | 1988年5月10日                | 想い出さがし               | 尋找回憶             | 水出弘一   | パクキョンスン | パクキョンスン | 堤規至                    |
| 56   | 1988年5月17日                |                            | 綠色森林的演唱會     | 富田祐弘   | 貞光紳也       | 貞光紳也       | 水村良男                  |
| 57   | 1988年5月24日                |                            | 學園黑暗地帶（上集） | 桶谷顕     | 高柳哲司       | 高柳哲司       | なかじまちゅうじ          |
| 58   | 1988年5月31日                |                            | 學園黑暗地帶（下集） | 桶谷顕     | 塚田庄英       | 塚田庄英       | 堤規至                    |
| 59   | 1988年6月7日                 | 夢行き夜汽車               | 開往夢境的夜行快車   | 富田祐弘   | 本鄉滿         | 本鄉滿         | 林桂子                    |
| 60   | 1988年6月14日                |                            | 貓阿姨               | 原平了     | 貞光紳也       | 貞光紳也       | 水村良男                  |
| 61   | 1988年6月21日                | 消えたエスパー日記         | 消失的超能力日記     | 原平了     | 高柳哲司       | 高柳哲司       | 高倉佳彦                  |
| 62   | 1988年7月5日                 |                            | 晚上來臨的大蛇       | 富田祐弘   | 塚田庄英       | 塚田庄英       | 富永貞義                  |
| 63   | 1988年7月19日                |                            | 夢幻馬拉松           | 水出弘一   | 原恵一         | 高柳哲司       | 堤規至                    |
| 64   | 1988年7月26日                | 傘の中の明日               | 雨傘裡的明天         | 桶谷顕     | パクキョンスン | パクキョンスン | なかじまちゅうじ          |
| 65   | 1988年8月2日                 | ドキドキ土器               | 心跳加速的陶器       | 原平了     | 原恵一         | 塚田庄英       | 堤規至                    |
| 66   | 1988年8月9日                 |                            | 愛人收集者           | 水出弘一   | 本鄉滿         | 本鄉滿         | 林桂子                    |
| 67   | 1988年8月16日                |                            | 不愉快指數120%       | 富田祐弘   | 貞光紳也       | 貞光紳也       | 橋本とよ子                |
| 68   | 1988年8月23日                | コンポコ夏物語             | 狸貓夏日物語         | 桶谷顕     | 高柳哲司       | 高柳哲司       | 高倉佳彦                  |
| 69   | 1988年8月30日                | 魔美のサマークッキング     | 魔美的夏日料理       | 原平了     | 塚田庄英       | 塚田庄英       | 富永貞義                  |
| 70   | 1988年9月6日                 |                            | 歸來的赤太郎         | 桶谷顕     | 高柳哲司       | 高柳哲司       | 堤規至                    |
| 71   | 1988年9月13日                | サスペンスゲーム           | 懷疑遊戲             | 桶谷顕     | 本鄉滿         | 本鄉滿         | 林桂子                    |
| 72   | 1988年9月20日                |                            | 感動不起來的名畫     | 原平了     | 貞光紳也       | 貞光紳也       | 橋本とよ子                |
| 73   | 1988年10月4日                | コスモスの仲間たち         | 宇宙的同伴們         | 水出弘一   | 原恵一         | 高柳哲司       | なかじまちゅうじ          |
| 74   | 1988年10月11日               | いたずらの報酬             | 惡作劇的報酬         | 富田祐弘   | 塚田庄英       | 塚田庄英       | 高倉佳彦                  |
| 75   | 1988年10月18日               | アイドル志願               | 偶像志願             | 水出弘一   | 高柳哲司       | 高柳哲司       | 富永貞義                  |
| 76   | 1988年10月25日               | 過去からの手紙             | 來自過去的書信       | 原平了     | 原恵一         | 塚田庄英       | 堤規至                    |
| 77   | 1988年11月1日                | センチメンタルテレパシー   | 一點距離的心電感應   | 桶谷顕     | 本鄉滿         | 本鄉滿         | 林桂子                    |
| 78   | 1988年11月8日                |                            | 小諾失蹤事件         | 桶谷顕     | 貞光紳也       | 貞光紳也       | 橋本とよ子                |
| 79   | 1988年11月15日               |                            | 超能力偵探團         | 原平了     | 高柳哲司       | 高柳哲司       | なかじまちゅうじ          |
| 80   | 1988年11月22日               | エスパーママ               | 超能力媽媽           | 水出弘一   | 塚田庄英       | 塚田庄英       | 高倉佳彦                  |
| 81   | 1988年11月29日               | 想い出を運ぶ鳩             | 運送回憶的鴿子       | 原平了     | 原恵一         | 高柳哲司       | 堤規至                    |
| 82   | 1988年12月6日                |                            | 爸爸的畫最棒!        | 桶谷顕     | 貞光紳也       | 貞光紳也       | 橋本とよ子                |
| 83   | 1988年12月13日               | 生きがい                   | 想活著               | 水出弘一   | 高柳哲司       | 高柳哲司       | 富永貞義                  |
| 84   | 1988年12月20日               | エスパークリスマス         | 超能力聖誕節         | 水出弘一   | 本鄉滿         | 本鄉滿         | 林桂子                    |
| SP   | 1988年12月27日               | マイエンジェル魔美ちゃん   | 我的小天使魔美       | 桶谷顕     | 塚田庄英       | 塚田庄英       | 高倉佳彦                  |
| 85   | 1989年1月10日                | いじわるお婆ちゃん         | 愛欺負人的祖母       | 富田祐弘   | 本鄉滿         | 本鄉滿         | 林桂子                    |
| 86   | 1989年1月17日                |                            | 血淚的心靈拳擊手     | 水出弘一   | 貞光紳也       | 貞光紳也       | 橋本とよ子                |
| 87   | 1989年1月24日                | 記者になった魔美           | 成為記者的魔美       | 富田祐弘   | 原恵一         | 塚田庄英       | 堤規至                    |
| 88   | 1989年1月31日                | ターニングポイント         | 轉點                 | 桶谷顕     | 高柳哲司       | 高柳哲司       | 堤規至                    |
| 89   | 1989年2月7日                 |                            | 兇刀村正             | 桶谷顕     | 貞光紳也       | 貞光紳也       | 橋本とよ子                |
| 90   | 1989年2月14日                |                            | 我也來支持           | 桶谷顕     | 原恵一         | 原恵一         | 堤規至                    |
| 91   | 1989年2月21日                | リアリズム殺人事件         | 現實主義殺人事件     | 原平了     | 塚田庄英       | 塚田庄英       | 堤規至                    |
| 92   | 1989年2月28日                | パパのひな人形             | 爸爸的三月人偶       | 富田祐弘   | 本鄉滿         | 本鄉滿         | 林桂子                    |
| 93   | 1989年3月7日                 |                            | 佐倉家的汽車騷動     | 水出弘一   | 原恵一         | 高柳哲司       | 堤規至                    |
| 94   | 1989年3月14日                | くたばれ評論家             | 去死吧評論家         | 富田祐弘   | 貞光紳也       | 貞光紳也       | 橋本とよ子                |
| 95   | 1989年3月21日                | タダより高いものはない     | 沒有比免費更貴的東西 | 桶谷顕     | 塚田庄英       | 塚田庄英       | 堤規至                    |
| 96   | 1989年4月20日                |                            | 我們是TONBI          | 原恵一     | 原恵一         | 原恵一         | 堤規至                    |
| 97   | 1989年4月27日                |                            | 腳踏車狂想曲         | 原平了     | 塚田庄英       | 塚田庄英       | 高倉佳彦                  |
| 98   | 1989年5月4日                 | 消えちゃった超能力         | 消失的超能力         | 富田祐弘   | 本鄉滿         | 本鄉滿         | 林桂子                    |
| 99   | 1989年5月11日                | 狼になりたい               | 想要當野狼           | 桶谷顕     | 貞光紳也       | 貞光紳也       | 川崎逸朗                  |
| 100  | 1989年5月25日                | 微笑みのロングシュート     | 微笑的長距離射擊     | 水出弘一   | 塚田庄英       | 塚田庄英       | 堤規至                    |
| 101  | 1989年6月1日                 | 魔美に片思い               | 魔美的單相思         | 桶谷顕     | 原恵一         | 原恵一         | 堤規至                    |
| 102  | 1989年6月8日                 |                            | 釣到龍的少年         | 富田祐弘   | 塚田庄英       | 塚田庄英       | 高倉佳彦                  |
| 103  | 1989年6月15日                |                            | 星期日的詭計         | 原平了     | 本鄉滿         | 本鄉滿         | 林桂子                    |
| 104  | 1989年6月22日                | あぶないテレキネシス       | 危險的漂浮術         | 桶谷顕     | 貞光紳也       | 貞光紳也       | 川崎逸朗                  |
| 105  | 1989年6月29日                |                            | 六月的恐龍           | 原平了     | 原恵一         | 塚田庄英       | 堤規至                    |
| 106  | 1989年7月6日                 | 魔美はペテン師?            | 魔美是詐欺師?        | 富田祐弘   | 高柳哲司       | 高柳哲司       | 富永貞義                  |
| 107  | 1989年7月13日                | プラスチックの貝殻         | 塑膠貝殼             | 桶谷顕     | 本鄉滿         | 本鄉滿         | 林桂子                    |
| 108  | 1989年7月20日                | 23時55分の反抗             | 晚上11點55分的反抗   | 水出弘一   | 原恵一         | 高柳哲司       | 堤規至                    |
| 109  | 1989年7月27日                |                            | 壁畫的堅持           | 桶谷顕     | 塚田庄英       | 塚田庄英       | 高倉佳彦                  |
| 110  | 1989年8月3日                 | 恐怖のパーティー           | 恐怖的派對           | 原平了     | 高柳哲司       | 高柳哲司       | 高倉佳彦                  |
| 111  | 1989年8月10日                | 樹のざわめき               | 樹木的竊竊私語       | 塚田庄英   | 塚田庄英       | 塚田庄英       | 堤規至                    |
| 112  | 1989年8月17日                | 夏のクリスマスツリー       | 夏日的聖誕樹         | 桶谷顕     | 貞光紳也       | 貞光紳也       | 川崎逸朗                  |
| 113  | 1989年8月31日                | 奪われたデビュー           | 被奪走的初演         | 原平了     | 本鄉滿         | 本鄉滿         | 林桂子                    |
| 114  | 1989年9月7日                 |                            | 少女心和應聲蟲       | 桶谷顕     | 原恵一         | 高柳哲司       | 高倉佳彦                  |
| 115  | 1989年9月14日                | 老人と化石                 | 老人與化石           | 水出弘一   | 高柳哲司       | 高柳哲司       | 堤規至                    |
| 116  | 1989年9月21日                |                            | 最終戰               | 桶谷顕     | 塚田庄英       | 塚田庄英       | 高倉佳彦                  |
| 117  | 1989年10月12日               |                            | 戀愛的建議           | 本鄉滿     | 本鄉滿         | 本鄉滿         | 堤規至                    |
| 118  | 1989年10月19日               |                            | 隨著暴風雨消失的狸貓 | 原平了     | 高柳哲司       | 高柳哲司       | 富永貞義                  |
| 119  | 1989年10月26日               | 動き出した時間             | 動起來的時間         | 桶谷顕     | 原恵一         | 原恵一         | 堤規至                    |

### 客串
- 大雄的新魔界大冒險~7人的魔法使者~中的電視節目

## 電視劇
2002年電視劇，由NHK名古屋放送局制作。

## 外部連結
- Anime News Network: ESPer Mami (TV) （页面存档备份，存于）（英文）
- DVD官方網站 （页面存档备份，存于）（日語）
- 超能力魔美FanSite MAMI WEB （页面存档备份，存于）（日語）